# Perdiccas I
Perdiccas I (? - 678 TCN) là vua thứ tư của vương quốc Macedonia từ 700 TCN - 678 TCN, và được ghi chép đầu tiên trong biên niên sử Macedonia. Herodotus trong "Lịch sử" có viết về ông như sau:
"Ông từ Argos bỏ trốn về Illyria cùng với con cháu của tổ phụ Temmenus là Gauanes, Aeropus, và ông ta (tức Perdiccas) rời Illyria di chuyển xuống định cư ở thành phố Lebaia ở vùng thượng Macedonia." 
"Bây giờ các con cháu của ông đều là người Hy Lạp, như chính họ nói rằng, bản thân họ tình cờ biết đến sự kiện này và sẽ được chứng minh trong phần sau của lịch sử quốc gia này."